# Gare de Saint-Martin-d’Oney
Gare de Saint-Martin-d'Oney vasútállomás Franciaországban, Saint-Martin-d'Oney településen.

## Vasútvonalak
Az állomást az alábbi vasútvonalak érintik:
- Morcenx–Bagnères-de-Bigorre-vasútvonal

## Kapcsolódó állomások
A vasútállomáshoz az alábbi állomások vannak a legközelebb:
- Gare d'Ygos
- Gare de Mont-de-Marsan